# Leena Peisa
Leena Maria Peisa, nota anche con lo pseudonimo di Awa o Lende Mielihyvä (Vantaa, 16 marzo 1979), è una tastierista finlandese.

## Biografia
Leena Peisa è nata a Vantaa, ma ha trascorso la sua infanzia a Porvoo. All'età di sei anni ha iniziato a frequentare una scuola di musica.
Nell'autunno del 1994 si è unita ai Punaiset Messiaat. Durante la militanza in questo gruppo, utilizzava il nome d'arte "Lende Mielihyvä", dove "Mielihyvä" in finlandese significa "piacere". Leena Peisa ha suonato le tastiere in tre album dei Punaiset Messiaat. 
Nel 2000, Leena Peisa ha iniziato a studiare politica sociale all'Università di Helsinki. A causa degli studi universitari, ha dovuto rinunciare momentaneamente alla carriera musicale.
Nel 2003 si è unita al gruppo musicale esperantista Dolchamar, suonando le tastiere nell'album Rebela Sono.
Nel 2005 è stata invitata a unirsi nei Lordi dal batterista Kita, pseudonimo utilizzato da Sampsa Astala, per sostituire la precedente tastierista Enary. Nei Lordi, ha vestito i panni di una contessa vampira ultraterrena, facendosi chiamare Awa. Nel 2012 ha lasciato la band, facendo la sua ultima apparizione nello show del 10 agosto dello stesso anno, tenutosi in occasione del ventesimo anniversario del gruppo.
Leena Peisa si è unita in seguito alla band Sampsa Astala & Qma, il gruppo musicale fondato da Sampsa Astala dopo aver abbandonato i Lordi.
Nel 2018, Leena Peisa è entrata a far parte dei Dingo, sostituendo Pete Nuotio alle tastiere.

## Discografia

### Con i Punaiset Messiaat
- 1995 – Back In Bu$ine$$
- 1996 – Lemmentykki
- 1997 – Älä osta; varasta

### Con i Dolchamar
- 2003 – Rebela Sono

### Con i Lordi
- 2006 – The Arockalypse
- 2008 – Deadache
- 2010 – Babez for Breakfast

### Con i Dingo
- 2018 – Tähtenä taivaalla